# 林郁 (作家)
林 郁（はやし いく、1936年（昭和11年）8月18日 - 2018年（平成30年））は、日本の小説家である。本名は川名 郁子（かわな いくこ）。

## 経歴・人物
長野県の生まれ。幼年期より読書が趣味であり、主に夏目漱石や谷崎潤一郎の作品を好む。高等学校卒業後は早稲田大学に入学し、政経学を学んだ。卒業後は高等学校で教鞭を執り、その傍らで小説の執筆を始める。
林の作風は満洲における残留孤児を扱った作品や、現代における夫婦および家族関係等の家庭崩壊をテーマとした作品を発表する等当時の社会問題におけるテーマとしての著書を数多く執筆した。また小説家としての活動の傍らで武庫川女子大学の教授としても活動し、文学の教鞭を執った。

## 著書
- 『家庭内離婚』- 1985年（昭和60年）発表[1]。上述の通り主に夫婦関係等の崩壊をテーマとした作品であり[1]、後に同年の流行語ともなった[1]。また翌1986年（昭和61年）にはドラマ化され、中部日本放送（現:CBCテレビ）の制作で昼の連続ドラマ枠内において土田早苗・下條アトム・秋川リサ主演で放送された。
- 『満洲・その幻の国ゆえに』- 1983年（昭和58年）発表[1]。上述の通り残留孤児をテーマにした作品である[1]。
- 『糸の別れ』(1984)
- 『未来を紡ぐ女たち』
- 『風の声が聞こえる』
- 『山の神さん』
- 『游日龍の道～台湾客家・游道士の養生訓』